# Camp de concentration de Schomberg
Le camp de concentration de Schömberg (en allemand : KZ Schömberg), est un camp-satellite du camp de concentration de Natzweiler-Struthof situé à Zollernalb. Le camp de concentration de Schömberg fait partie des sept camps appartenant à l'entreprise Wüste, Schömberg porte le nom de code Wüste Werk 9.

## Histoire
Le camp est créé le 16 décembre 1943. Le camp contient des détenus juifs, dont plusieurs sont originaires de Lituanie, du ghetto de Varsovie ou de Hongrie. 800 détenus sont transférés depuis Schömberg vers les camps de concentration de Natzweiler-Struthof et d'Auschwitz. seulement les détenus luxembourgeois occupaient les postes de direction dans la hiérarchie des détenus, car ils maîtrisaient l'allemand.
Les premiers détenus arrivent fin 1943 en provenance de Natzweiler-Struthof et sont internés dans les quelques baraques déjà existantes. une usine est construite juste à côté du camp.